# Carl Benjamin Dietrich
Carl Benjamin Dietrich (* 8. Juni 1791 in Chemnitz; † 25. Mai 1864 in Scheibenberg) war ein deutscher evangelischer Pfarrer und Chronist.

## Leben
Der Sohn eines Chemnitzer Seifensieders besuchte ab 1805 die königliche Landesschule in Meißen. Er nahm ab 1811 ein Studium der evangelischen Theologie an den Universitäten Wittenberg und Leipzig, das er als Magister abschloss, auf. Nachdem er 1815 das Kandidatenexamen erfolgreich abgeschlossen hatte, übernahm er zunächst Hauslehrerstellen in Dresden, Gommern und Brietzke bei Loburg. Ab 1818 schlossen sich Vikarstellen in Neukirchen, Jahnsdorf und Burkhardtsdorf an, bevor er 1824 zum Diakon von Pausa berufen wurde, wo er den Stadtbrand vom 11. September 1824 miterlebte. 1832 wurde er in die erzgebirgischen Kleinstadt Scheibenberg berufen, wo er das Pfarramt am 1. Advent antrat. Dietrich verfasste neben theologischen Schriften mehrere Schilderungen über den Stadtbrand und Wiederaufbau von Pausa sowie eine Chronik von Scheibenberg in zwei Bänden. 
Innerhalb seines geistlichen Dienstes legte Dietrich umfangreiche Register zu den Kirchenbüchern Scheibenbergs an, erweiterte und ordnete den Friedhof und kümmerte sich maßgeblich um soziale Angelegenheiten in seiner Gemeinde. Er organisierte den Frauendienst und setzte sich für Arme und für Not leidende Handwerker ein, insbesondere die, die nach dem Nagelschmiedeaufstand 1848 verhaftet wurden.

## Werke
- Einige Briefe theologischen Inhaltes nebst einer Predigt am Karfreitag 1815 zu Tripöhna bei Magdeburg gehalten, zum Andenken an meinen im vorigen Jahre verstorbenen Vater, Zerbst 1815
- Gebete nach christlichen Grundsätzen zur Beförderung der Andacht entworfen und allen frommen Christen gewidmet, Dresden 1817
- Erste Predigt in der neuen Pausaer Kirche, gehalten am 23. nach Trinitatis 1835, Schleiz 1825
- Eine Abhandlung: Über die Unzulässigkeit der Todesstrafen. Auf Veranlassung einer Hinrichtung in Zeulenroda, Leipzig 1831
- Pausa, was es war und was es ist, nach seiner Wiederherstellung nach dem Brande. Sachsenzeitung 1830 Nr. 74/75
- Chronik des Jubelfestes in Pausa 1830. Sachsenzeitung 1830 Nr. 190
- Trauergedicht auf den am 5. März 1827 erfolgten unerwarteten Tod Seiner Königl. Majestät Friedrich August von Sachsen. In: Opfer der Verehrung, des Dankes und der Liebe, S. 68–72
- Beichtgebete für die Ketechumenen und erwachsenen Christen nebst einem Konfirmationsscheine, einige fromme Wünsche und Gedenksprüchen, Plauen 1829
- Kleine Chronik der freien Bergstadt Scheibenberg, zur Vorbereitung auf das im Jahre 1839 bevorstehende Jubelfest der Einführung der Reformation in Scheibenberg, Leipzig 1839
- Kleine Chronik der freien Bergstadt Scheibenberg mit Oberscheibe, 2. Heft, 1855
- Ein Wort über die Frage: Wie hat der christliche Religionslehrer sein eigenes Glaubenssystem zu gestalten. In: Mitteilungen der 4 Predigervereine Annaberger Ephorie, 1. Bd., Annaberg 1841, S. 123–130
- Lesebuch für den wissbegierigen Bürger und Landmann, welche ihre und die vorangegangenen Zeiten nebst den denkwürdigen Ereignissen und Erscheinungen derselben sowie gegenwärtige Zustände näher kennen lernen wollen, Annaberg 1845